# Claribel Alegría
Clara Isabel Alegría Vides (Estelí, 12 de maio de 1924 — Manágua, 25 de janeiro de 2018), também conhecida como Claribel Alegría, foi uma poetisa, romancista e jornalista de literatura moderna da Nicarágua. Em 2006, recebeu o Prêmio Literário Internacional Neustadt.

## Vida
Alegría nasceu em Estelí, na Nicarágua. Aos nove meses de idade, seu pai foi exilado devido à violação dos protestos de direitos humanos durante a ocupação da Nicarágua pelos Estados Unidos. Como resultado disso, Claribel cresceu em Santa Ana, um município de El Salvador, cuja é a origem de sua mãe. Claribel Alegría se considerava como nicaraguense-salvadorense. Apesar da idade nova para escrever e ler, começou a compor poesias aos seis anos de idade e ditá-las para sua mãe, que as registrava posteriormente. Alegría citava "Cartas a um jovem poeta", obra de Rainer Maria Rilke, como um ímpeto para a sua habilidade poética. Aos dezessete anos de idade, publicou seus primeiros poemas no Repertorio Americano, uma divisão cultural da América Central. Tempos depois, o educador mexicano José Vasconcelos organizou a educação final de Alegría em Hammond, Luisiana. Em 1943, mudou-se para os Estados Unidos e em 1948 recebeu o diploma de bacharelado em artes em filosofia e letras na Universidade George Washington. Alegría mantinha comprometimento com a resistência não-violenta. Mantinha uma relação fidedigna com a Frente Sandinista de Libertação Nacional (FSLN), responsável pela derrubada de Anastasio Somoza Debayle do poder e pela tomada do controle do governo nicaraguense em 1979. Retornou à Nicarágua no ano de 1985 para ajudar na reconstrução do país. Anos depois, passou a viver em Manágua e veio a falecer em 23 de janeiro de 2018, aos 93 anos de idade.

## Obras publicadas
| - Anillo de silencio (1948) - Suite de amor, angustia y soledad (1950) - Vigilias (1953) - Acuario (1955) - Tres cuentos (1958) - Huésped de mi tiempo (1961) - Vía única (1965) - Cenizas de Izalco (1966) - Aprendizaje (1970) - Pasaré a cobrar y otros poemas (1973) - Sobrevivo (1978, Prêmio Casa de las Américas de Poesía) - La encrucijada salvadoreña (1980) - Nicaragua: la revolución sandinista (1980) - Flores del volcán; Suma y sigue (1981) - Flowers from the Volcano (1983) - No me agarran viva: la mujer salvadoreña en lucha (1983) |  | - Para Romper El Silencio: Resistencia Y lucha en las cárceles salvadoreñas (1983) - Álbum familiar (1984) - Despierta, mi bien, despierta (1986) - Luisa en el país de la realidad (1987) - Cenizas de Izalco (1989) - Woman of the River (Pitt Poetry Series) (1989) - They Won't Take Me Alive: Salvadoran Women in Struggle for National Liberation (1990) - Family Album (1991) - Fugue (1993) - Death of Somoza (1996) - Thresholds/Umbrales: Poems (1996) - Tunnel to Canto Grande (1996) - El Nino Que Buscaba A Ayer (1997) - Sorrow (1999) - Casting Off (2003) - Soltando Amarras (2003) |

## Títulos
- 1978 – Prêmio Casa de las Américas, pela obra Sobrevivo[8]
- 2006 – Prêmio Literário Internacional Neustadt[9][10][11]
- 2017 – Prêmio Rainha Sofia[12]